# Sylvester Leer
Sylvester Leer (* 28. Dezember 1880 in Edelbach; † 30. Dezember 1957 in Klagenfurt) war ein österreichischer Politiker der Christlichsozialen Partei. Von 16. Februar bis 7. März 1934 war Leer geschäftsführender Landeshauptmann von Kärnten.

## Leben

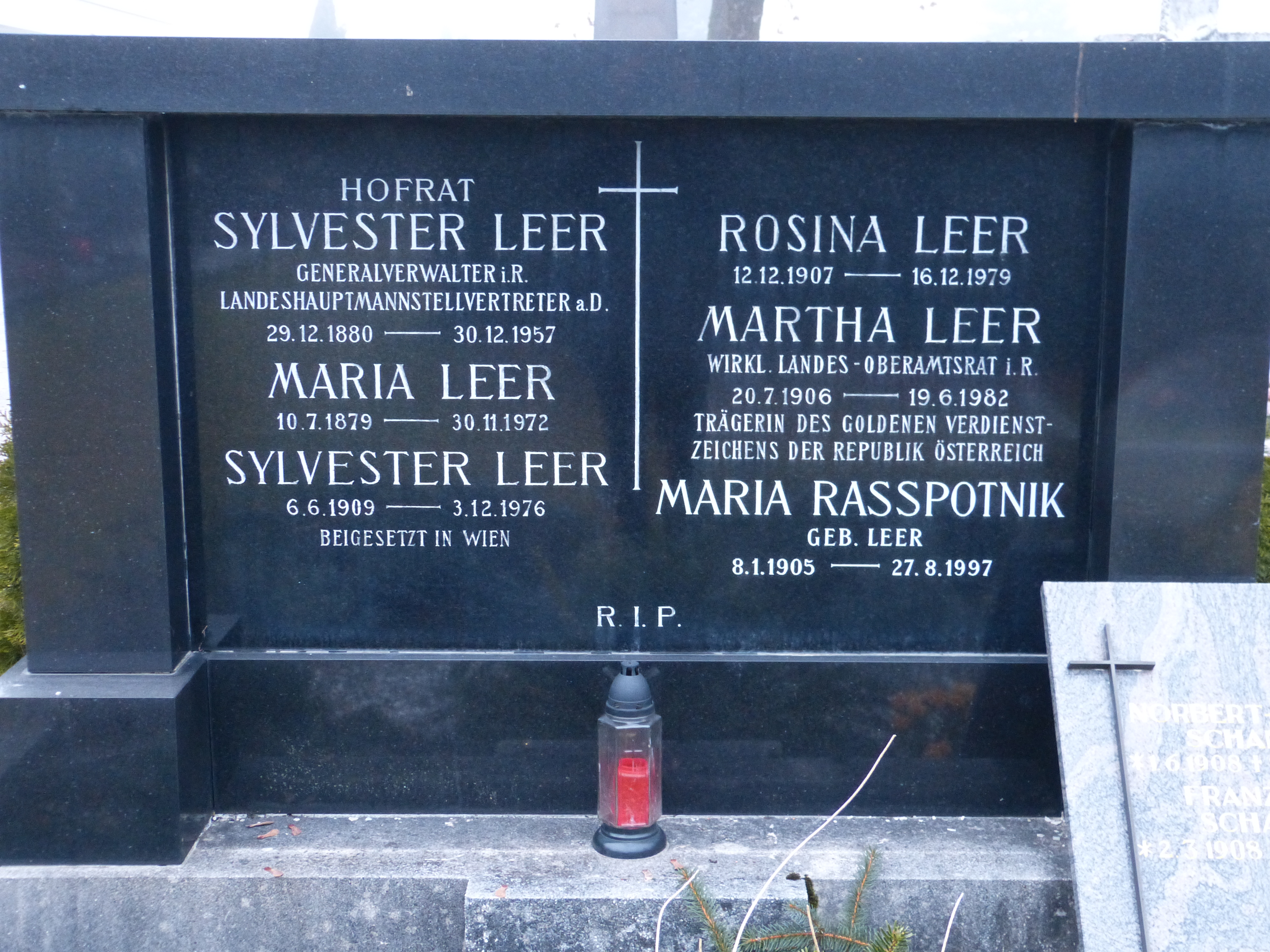
Sylvester Leers Grab, Zentralfriedhof Annabichl, Klagenfurt

Sylvester Leer absolvierte nach seiner Schulzeit eine Schlosserlehre. Nach Klagenfurt verschlug ihn sein Militärdienst. Von 1903 bis 1913 war er in Wolfsberg Filialleiter der Druckerei und Buchhandlung Carinthia. 1918 beginnt Sylvester Leers politische Laufbahn. Er wird Mitglied der provisorischen Landesregierung und im Kärntner Abwehrkampf auch Mitglied des Wehrausschusses. Für seine Verdienste erhielt Leer das Allgemeine Kärntner Kreuz für Verdienste. Im November 1918 zog er als Abgeordneter der Christlichsozialen Partei in die Provisorische Landesversammlung Kärntens ein. Er wurde Landesrat und Landeshauptmannstellvertreter. 1934 war er für drei Wochen geschäftsführender Landeshauptmann ("Generalverwalter"). Mit dem Einmarsch deutscher Truppen 1938 wurde Leer von der Gestapo verhaftet und 1939 ins KZ Buchenwald verschleppt. Nach seiner Entlassung arbeitete er als Buchhalter.
Leer war Ehrenmitglied zweier katholischer Studentenverbindungen. 1925 wird er Mitglied Katholischen Deutschen Studentenverbindung Gral im MKV. Diese wurde nach der Verbotszeit 1945 als Gemeinschaft von vier ehemaligen Verbindungen (mit Gothia, Nibelungia und Spanheim) als Katholisch Österreichische Studentenverbindung Babenberg reaktiviert. Dieser gehörte Leer dann bis zu seinem Tod an. Daneben war er Ehrenmitglied der katholischen österreichischen Studentenverbindung Rudolfina Wien im CV bzw. ab 1933 im ÖCV.
Sylvester Leer liegt am Klagenfurter Friedhof Annabichl begraben. Sein Grab hat die Bezeichnung III/XIV/2/7 und befindet sich in unmittelbarer Nähe der Zeremonienhalle.